# Rankgerüst

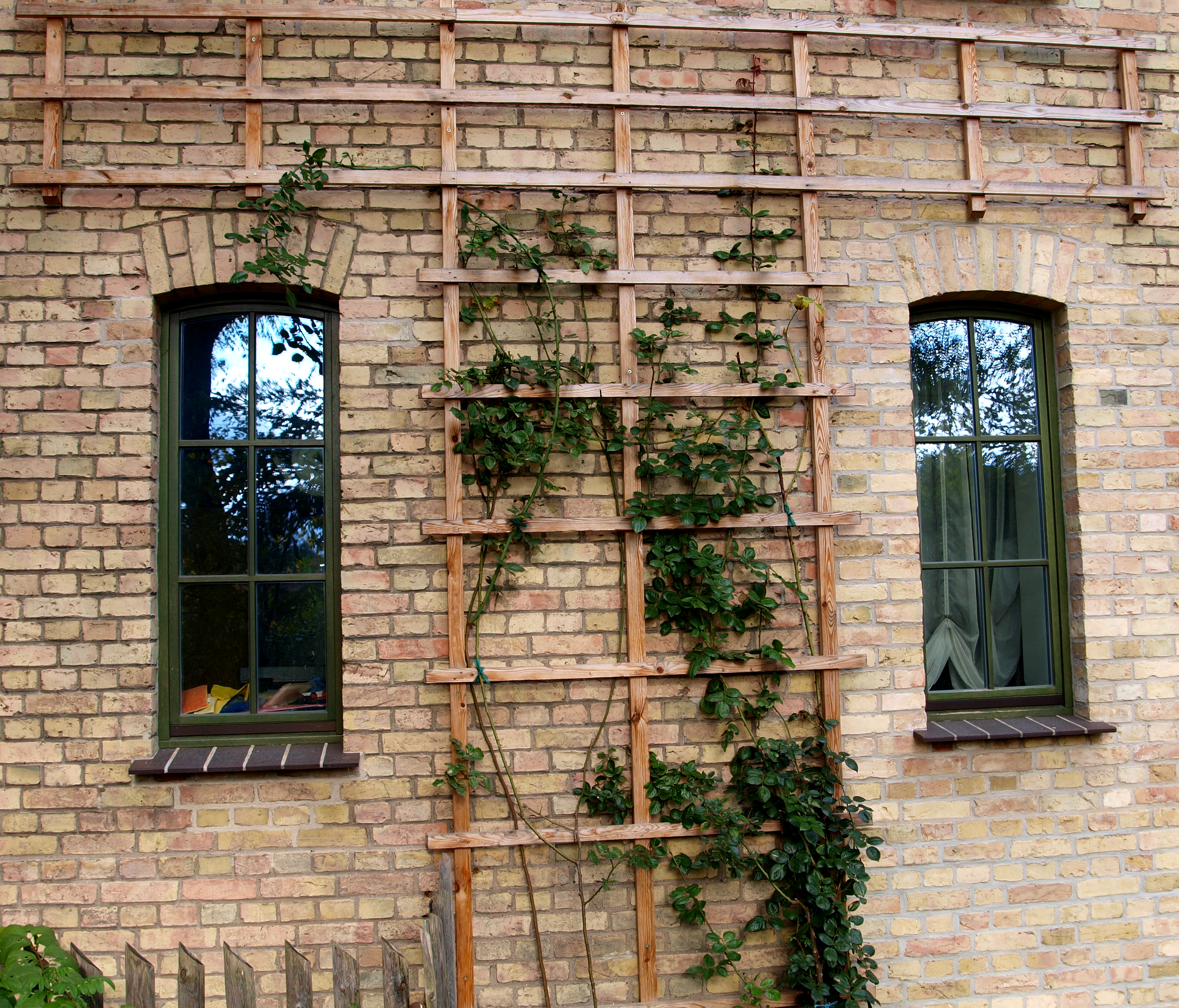
Rankgerüst (Spalier) zur Fassadenbegrünung

Ein Rankgerüst (auch Rankgitter oder Rankhilfe) ist eine Konstruktion aus Stäben, Latten oder Seilen, die Rankpflanzen als Kletterhilfe dient und deren Wuchs in Breite und Höhe steuert. Neben der Gartengestaltung und Fassadenbegrünung werden Kletterhilfen auch im Obst- und Gemüsebau eingesetzt.
Latten- und Stabkonstruktionen zum Anbinden und Führen von Weinreben und Obstbäumen werden eher als Spalier bezeichnet.
Rankhilfen sind spezielle Kletterkonstruktionen für Kletterpflanzen, die Rankorgane ausbilden. Als Kletterhilfen bezeichnet man hingegen Stütz- und Kletterkonstruktion für alle Kletterpflanzen unabhängig von ihrer Kletterform. Filigrane Rankhilfen sind etwa für starkwüchsige Schlingpflanzen nicht unbedingt geeignet.

## Material
Rankgerüste können aus Metall-, Holz- oder Kunststoffprofilen, Drähten und Seilen oder Kombinationen daraus bestehen. Zu berücksichtigen sind die Witterungsbeständigkeit des Materials und Tragfähigkeit der Konstruktion.
Metalle mit pflanzentoxischen Oxidationsprodukten sind u. U. weniger geeignet. Eine thermische Schädigung des Bewuchses kann auftreten, wenn sich dunkel beschichtete Metallprofile in der Sonne stark erwärmen.

## Konstruktion

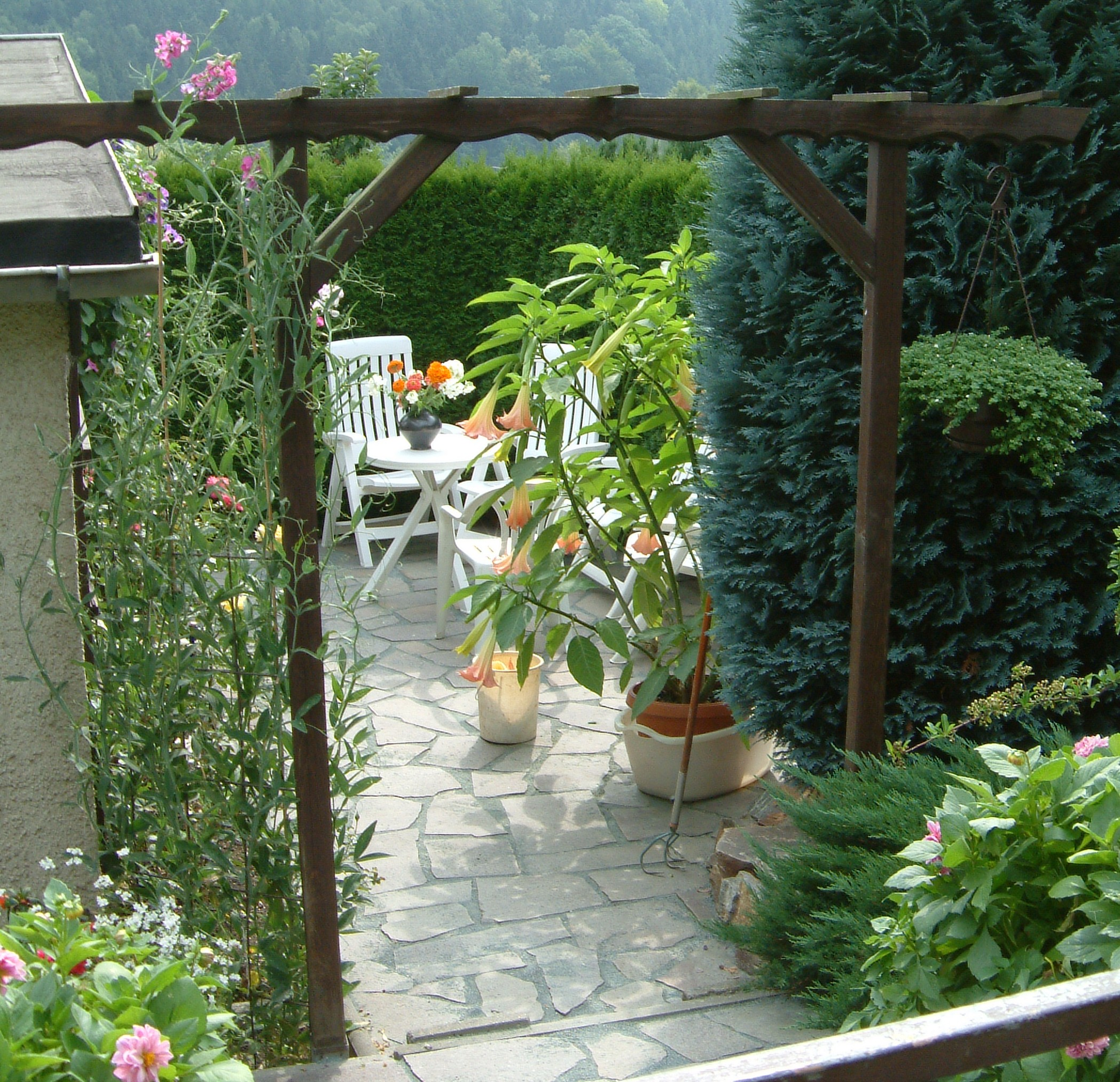
Rankhilfe im Kleingarten

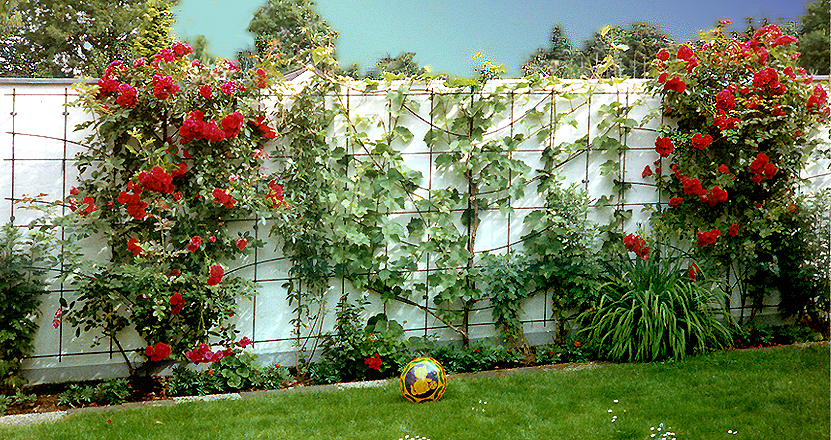
Rankgerüst für rankende und spreizklimmende Kletterpflanzen (Rebe und Rosen)

Rankgerüste sind in der Regel selbsttragend und können als Ranksäulen oder Laubenkonstruktion gestaltet sein. Rankgitter und Ranknetze sind eher flächig ausgebildet.

### Gitterweite
Häufig werden Gitterweiten zwischen 10 × 10 cm und 40 × 40 cm gewählt.

### Materialstärke
Der Stab- bzw. Lattenumfang sollte kleiner sein als die aktive Länge der Ranken.
- Rankpflanzen wie Weinreben und Clematis können sich an Seilen und dünnen Stäben besser halten als an Latten. Auch für Rankpflanzen, deren aktive Rankenlänge groß ist, sollte der Profildurchmesser höchstens rund 2 cm betragen. Der Umfang von Latten und Rechteckprofilen sollte weniger als 7 cm betragen.
- Schlinger wie Bohnen winden sich gut um Rundstäbe bis etwa 5 cm Dicke. Schnellwachsende Kletterpflanzen wie Glyzinien und einige Baumwürger können auch wesentlich stärkere Objekte umwachsen.
- Spreizklimmer (z. B. Rose, Brombeeren) benötigen Quer- und Längsstäbe oder -seile, da sie sich mit Trieben einspreizen und oft zusätzlich mit Stacheln (Widerhaken) einhaken.

### Windlast
Bei frei stehenden Rankgerüsten sollte die anzunehmende Windlast berücksichtigt werden. Rankgerüste an exponierten Standorten sollten auf etwa 50 kp/m² Horizontallast (bezogen auf die künftige vom Bewuchs gebildete Staufläche) ausgelegt werden.

## Geschichte
Klassische, rein funktionale Rankgitter (Rechteckstruktur), die in der Regel aus Holz gefertigt wurden, zierten ab etwa Ende des 19. Jahrhunderts viele landwirtschaftlich genutzte Gebäude und Wohnhäuser. Konstruktiv unterschieden sich derartige Rankgitter wenig von Spalierkonstruktionen, wie sie heute vor allem noch im Alpenraum üblich sind.
Neben den funktionalen Rechteckrastern aus Latten (teilweise zusätzlich mit Drahtbespannung) wurden Rankgitter auch als Elemente der Fassadengestaltung eingesetzt. Besonders an herrschaftlichen Guts- und Wohnhäusern wurden auch diagonal verstrebte Rankgitter aus dünneren Leisten verwendet, die ein Rautenmuster bildeten, das häufig die ganze Fassade bedeckte und dessen Umrahmung auch dekorativ und in runden Formen ausgebildet wurde.